# Sân bay Vilyuysk
Sân bay Vilyuysk (IATA: VYI, ICAO: UENW) là một sân bay ở Cộng hòa Sakha, Nga, cách thị trấn Vilyuysk 3 km về phía đông.

## Hãng hàng không và điểm đến
| Hãng hàng không | Các điểm đến |
| --------------- | ------------ |
| Polar Airlines  | Yakutsk      |